# 洛倫索 (內布拉斯加州)
洛倫索（英語：Lorenzo）是位於美國內布拉斯加州夏延縣的普查規定居民點。

## 歷史
洛倫索的郵局於1916年設立，其後於1933年停運。

## 人口
根據2020年美國人口普查的數據，洛倫索的面積為17.71平方千米，皆為陸地。當地共有人口36人，而人口密度為每平方千米2.03人。